# Otello (film, 1986)
 (juillet 2018).
Si vous disposez d'ouvrages ou d'articles de référence ou si vous connaissez des sites web de qualité traitant du thème abordé ici, merci de compléter l'article en donnant les références utiles à sa vérifiabilité et en les liant à la section « Notes et références ».
Pour les articles homonymes, voir Othello.
Pour plus de détails, voir Fiche technique et Distribution.
Otello est un film américano-néerlando-italien, réalisé par Franco Zeffirelli, sorti le 10 septembre 1986 en France.
Le film est une adaptation de l'opéra éponyme de Giuseppe Verdi, lui-même tiré de la tragédie de Shakespeare Othello ou le Maure de Venise. Plácido Domingo interprète le rôle-titre, Katia Ricciarelli est Desdemona et Justino Díaz Iago. 
La musique est interprétée par l'orchestre et les chœurs de La Scala de Milan, sous la conduite de Lorin Maazel.

## Fiche technique
- Titre : Otello
- Réalisation : Franco Zeffirelli
- Scénario : Arrigo Boito (livret), Franco Zeffirelli (adaptation) et Masolino D'Amico (adaptation à l'écran)
- Histoire : William Shakespeare, d'après sa pièce éponyme
- Production : Yoram Globus, Menahem Golan
- Producteur executive : John Thompson
- Société de production : Cannon City Produktie Maatschappij B.V.
- Direction artistique : Gianni Quaranta
- Musique : Giuseppe Verdi
- Photographie : Ennio Guarnieri
- Montage : Franca Silvi, Peter Taylor
- Costumes : Anna Anni et Maurizio Millenotti
- Maquillage : Alfredo Marazzi (key makeup artist)
- Pays de production :  Italie,  États-Unis,  Pays-Bas
- Année : 1986
- Langue : italien
- Format : Couleur – 1,66:1 – 35 mm – Dolby
- Genre : Drame
- Durée : 118 minutes
- Dates de sortie : 
  - Italie : 31 octobre 1986
  - France : 10 septembre 1986
  - États-Unis : 12 septembre 1986

## Distribution
- Plácido Domingo : Othello
- Justino Díaz : Iago
- Katia Ricciarelli : Desdémone
- Petra Malakova : Emilia
- Massimo Foschi : Lodovico
- Urbano Barberini : Cassio
- Ezio Di Cesare: Cassio (voix)
- Massimo Foschi: Lodovico
- John Macurdy: Lodovico (voix)
- Edwin Francis: Montano
- Edward Toumajian: Montano (voix)
- Sergio Nicolai: Roderigo

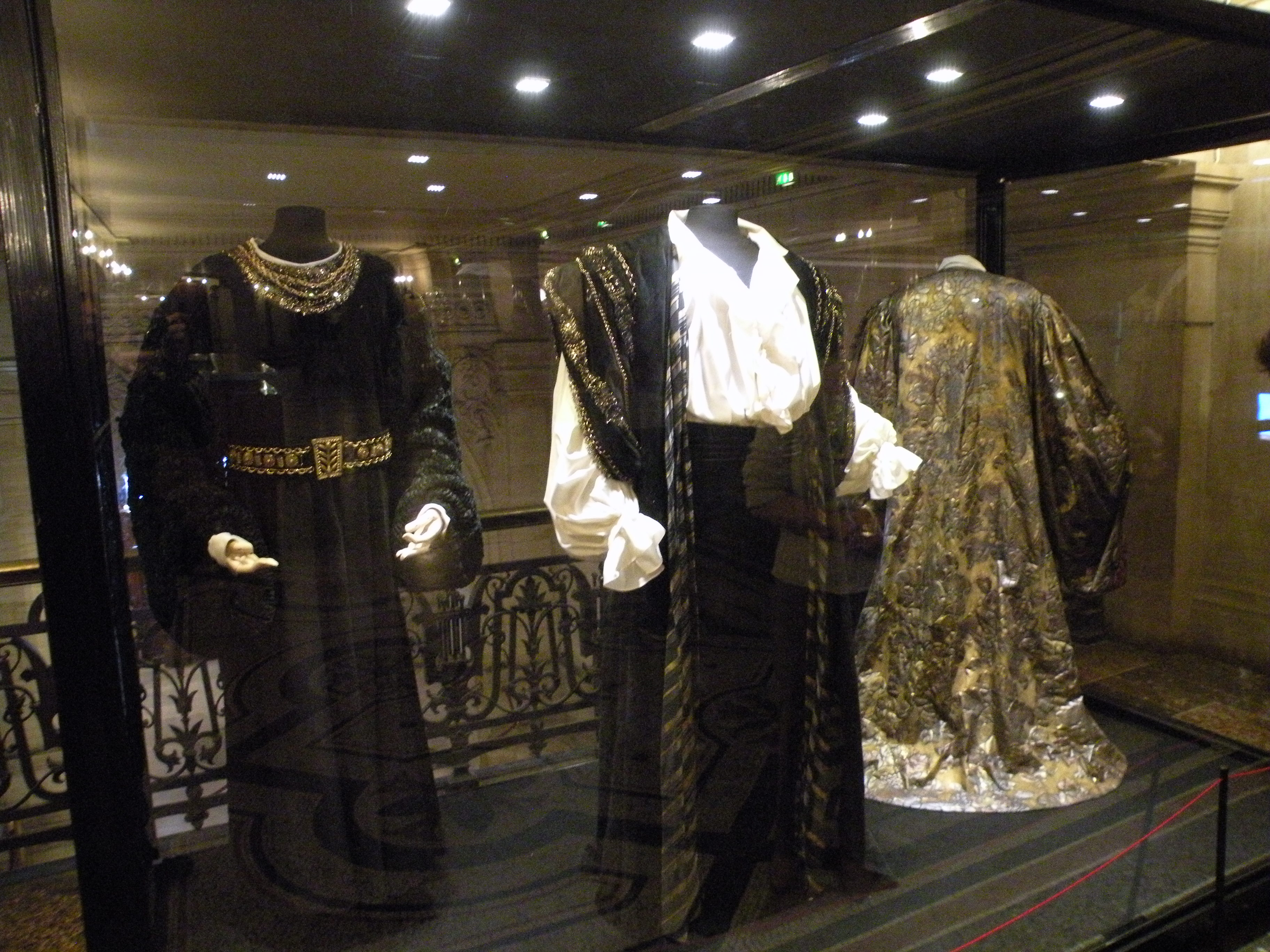
Costume d'Otello porté par Placido Domingo.

- Constantin Zaharia: Roderigo (voix)
- Remo Remotti: Brabantio
- Giannicola Pigliucci: Brabantio (voix)
- Antonio Pierfederici: Duc de Venise (Doge)
- Gabriella Borni: Danseur soliste
- David Allen Mann: Officier vénitien

## Récompenses et distinctions
Récompenses
- National Board of Review : 1986
  - NBR Award du Meilleur film en langue étrangère
  - NBR Award du Top films étrangers

Nominations
- Oscars du cinéma : 1987
  - Meilleure création de costumes : Anna Anni et Maurizio Millenotti
- British Academy Film and Television Arts Awards : 1987
  - Meilleur film en langue étrangère : Menahem Golan, Yoram Globus, Franco Zeffirelli
- Festival de Cannes : 1986
  - Palme d'or : Franco Zeffirelli
- David di Donatello : 1987
  - Meilleur créateur de costumes : Anna Anni et Maurizio Millenotti
  - Meilleur acteur dans un second rôle : Justino Díaz
- Golden Globes : 1987
  - Meilleur film en langue étrangère
- Italian National Syndicate of Film Journalists : 1987
  - Ruban d'argent des meilleurs costumes : Anna Anni et Maurizio Millenotti